# Долинська сільська рада (Гуляйпільський район)
| Долинська сільська рада — колишній орган місцевого самоврядування у Гуляйпільському районі Запорізької області з адміністративним центром у с. Долинка. Сільській раді були підпорядковані населені пункти: - с. Долинка - с. Копані - с. Рівне |

## Склад ради
Рада складалася з 12 депутатів та голови.

### Керівний склад ради
| ПІБ                      | Основні відомості                                                                       | Дата обрання | Дата звільнення |
| ------------------------ | --------------------------------------------------------------------------------------- | ------------ | --------------- |
| Налапко Ірина Борисівна  | Сільський голова, 1971 року народження, освіта, член Партії регіонів                    | 26.03.2006   | 31.10.2010      |
| Сидоров Олег Миколайович | Сільський голова, 1969 року народження, освіта середня спеціальна, член Партії регіонів | 31.10.2010   |                 |

Примітка: таблиця складена за даними джерела

## Населення
Згідно з переписом УРСР 1989 року чисельність наявного населення села становила 759 осіб, з яких 341 чоловік та 418 жінок.
За переписом населення України 2001 року в селі мешкало 747 осіб.

### Мова
Розподіл населення за рідною мовою за даними перепису 2001 року:
| Мова       | Відсоток |
| ---------- | -------- |
| українська | 96,79 %  |
| російська  | 2,81 %   |
| вірменська | 0,40 %   |